# Maplin Sands
Maplin Sands sind Wattflächen (mudflats) am Nordufer der Themsemündung vor Foulness Island in der Nähe von Southend-on-Sea in Essex, England, obwohl das Gebiet eigentlich zum benachbarten Rochford District gehört. Die Wattflächen sind aufgrund ihres Wertes für den Naturschutz Teil des Essex Estuaries Special Area of Conservation und beherbergen eine große Kolonie von Zwerg-Seegras (Zostera noltei, dwarf eelgrass) und damit verbundene Tiergemeinschaften.

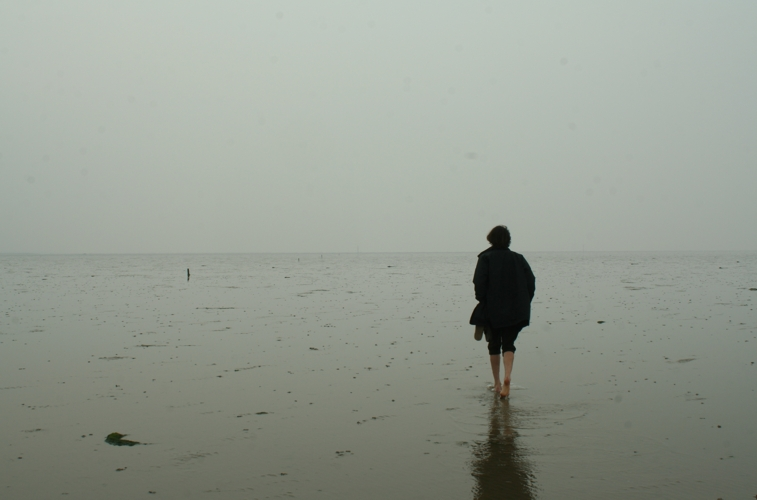
Spaziergänger auf dem Broomway.

Im Nordosten gehen die Maplin Sands in die Foulness Sands über, welche selbst im Norden vom Whitaker Channel begrenzt werden, der Verlängerung des River Crouch. Im Süden verläuft der Swin Channel.

## Geschichte
Die Maplin Sands werden von dem historischen Pfad The Broomway durchquert.

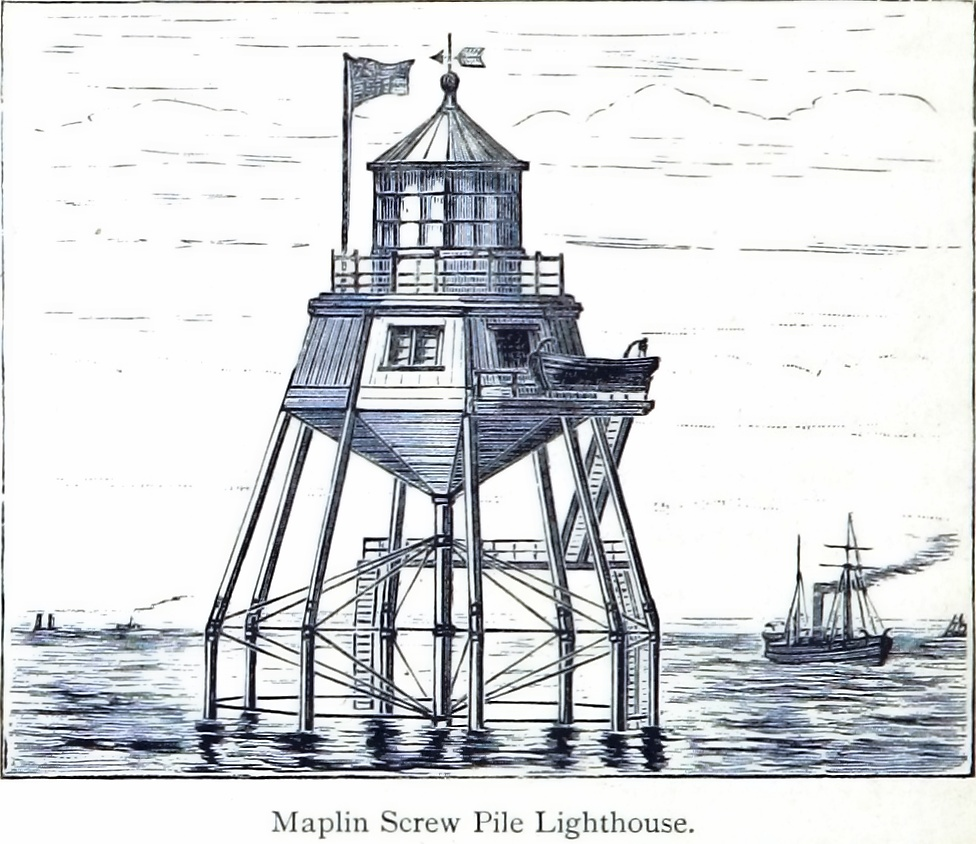
Maplin Screw Pile Lighthouse.

Ein Screw-Pile Lighthouse (Ankerpfosten-Leuchtturm) wurde 1838 im Watt errichtet Die Bauunternehmer waren Messrs. Mitchel and Sons (Mitchell and Sons) auf Empfehlung von James Walker von Trinity House. Es war der erste Leuchtturm dieser Art, und obwohl die Baumaßnahmen für das Maplin Sands Light schon früher begonnen worden waren, wurde das Wyre Light von Fleetwood früher fertig gestellt. Exzessive Verlagerungen der Themse durch die Stärke und Richtung der Gezeitenströmungen führten zur Freilegung der Ankerpfosten und der Leuchtturm wurde 1932 komplett weggespült.

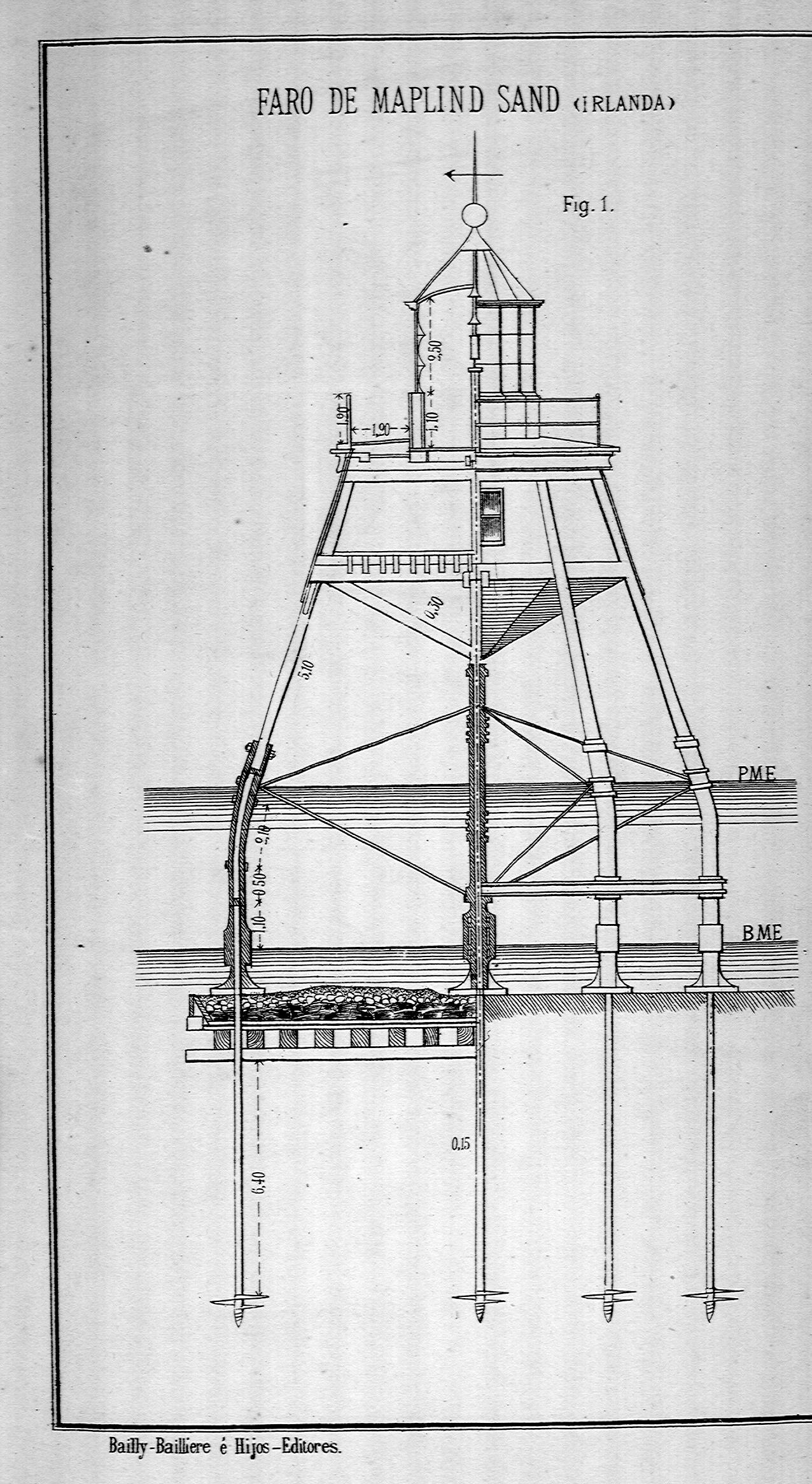
Zeichnung des Maplin Sand Lighthouse von José Eugenio Ribera.

Gegen Ende des 19. Jahrhunderts nutzten John I. Thornycroft & Company und Yarrow Shipbuilders die Sands für die Geschwindigkeitstests (measured mile speed trials) ihrer Zerstörer. Die seichten Wasser führten dazu, dass Strömungen entstanden, welche die Schiffsgeschwindigkeit bis zu einem Knoten beschleunigten. Als die Admiralty dies herausfand, wurde die Order erteilt, dass alle zukünftigen Tests in tiefem Wasser durchgeführt werden müssten.
Nach den Empfehlungen der Roskill Commission 1968  wurden 1973 Pläne vorgestellt und bewilligt für einen dritten Flughafen für London, der Thames Estuary Airport. Die Pläne wurden jedoch 1974 im Zuge der Ölpreiskrise 1973 wieder verworfen. Das Projekt hätte auch einen Tiefwasserhafen für Containerschiffe, eine Hochgeschwindigkeitszugstrecke nach London und eine komplette neue Stadt zur Unterbringung der Tausenden Arbeiter beinhaltet, die für den Bau benötigt worden wären.
Die Maplin Sands sind seit dieser Zeit militärisches Testgelände des Verteidigungsministerium des Vereinigten Königreichs, wie auch Foulness Island.

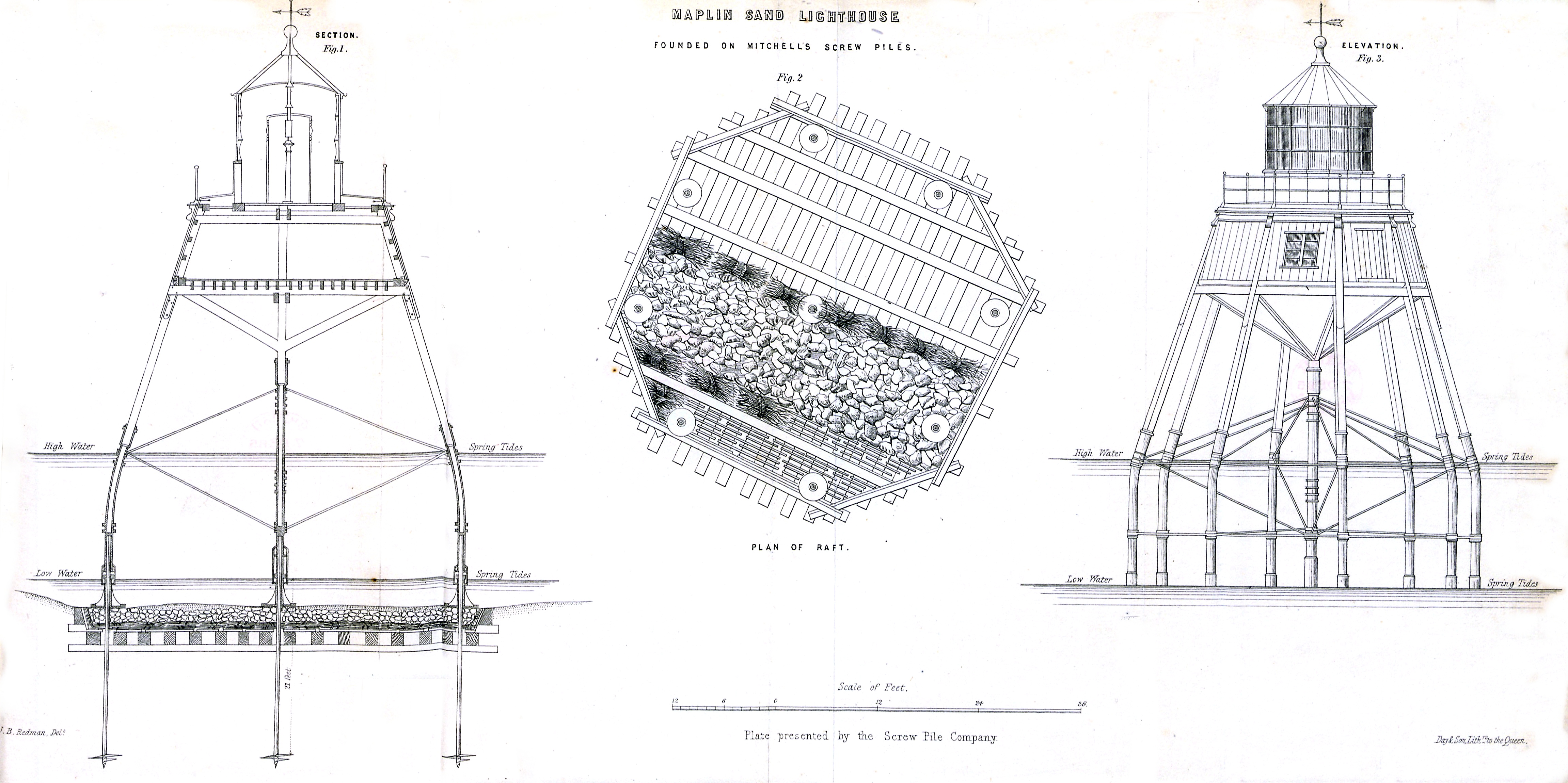
Zeichnung des Maplin Sands Screw-pile Lighthouse von Alexander Mitchell & Son, 1848.